# Potápka malá

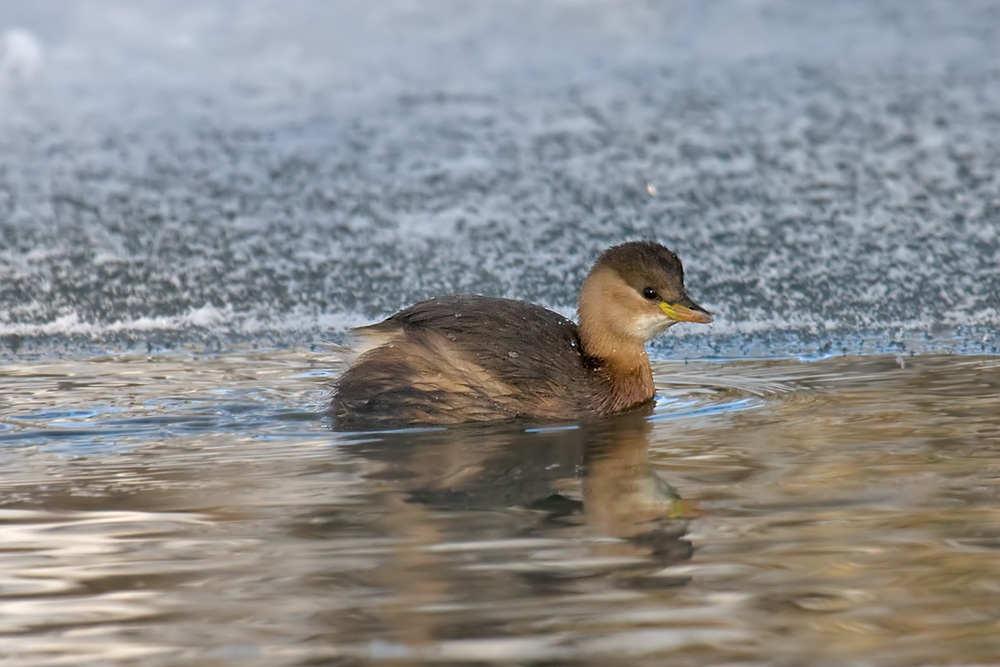
Dospělý pták v prostém šatě

Potápka malá (Tachybaptus ruficollis) je nejmenším druhem potápky v Evropě.

## Systematika
Druh popsal německý přírodovědec Peter Simon Pallas v roce 1764 jako Colymbus ruficollis. Rozeznává se 7 poddruhů potápky malé s následujícím rozšířením:
- T. r. ruficollis – Evropa, západní Rusko, severní Afrika.
- T. r. iraquensis – jihovýchodní Irák a jihozápadní Írán.
- T. r. capensis – subsaharská Afrika, Madagaskar, Komory.
- T. r. poggei – jihovýchodní až severovýchodní Asie, Hainan, Tchaj-wan, Japonsko a jih Kurilských ostrovů.
- T. r. cotabato – Mindanao.
- T. r. philippensis – Filipíny kromě Mindanao, severní Borneo.
- T. r. albescens – Kavkaz, Indický subkontinent, Myanmar.

## Popis
Výrazně menší než kachna; dorůstá délky 25–29 cm, v rozpětí křídel měří 40–45 cm a váží 130–235 g. Má krátké robustní tělo s krátkými křídly a krkem a malou kulatou hlavu bez pernatých oušek. Dospělí ptáci jsou ve svatebním šatě převážně tmavě hnědočerní s kaštanově hnědým zbarvením po stranách hlavy a krku. Na kořeni zobáku mají výraznou žlutavou skvrnu. V prostém šatě jsou celkově bledší, svrchu tmavě hnědí, s bělavými lícemi a světle hnědým krkem a hrudí. Mláďata jsou převážně černá s bělavým čelem a světlejším pruhováním na hlavě a hřbetě. Obě pohlaví jsou zbarvena stejně.
Na hnízdištích žije skrytě, často se potápí. Pod vodu se většinou skrývá i při ohrožení, vzlétává jen málokdy. Její přítomnost nejčastěji prozrazuje hlasité kolísavé „bibibibibibi“, kterým se ozývá během hnízdního období. Varuje ostrým, kovově znějícím „pit“.

## Rozšíření
Areál rozšíření potápky malé sahá od západní a střední Evropy přes západní Asii a Indii až po Čínu, Japonsko a Novou Guineu. Zahrnuje také většinu Afriky, včetně Madagaskaru. Hnízdí obvykle v nižších polohách, v Česku po 600 m n. m.
Částečně tažný druh; ve střední Evropě je převážně tažná.
Evropská populace je považována za stabilní, pravidelně však klesá během tvrdých zim. Na území České republiky, kde je zvláště chráněná jako ohrožený druh, hnízdí v počtu 3–6 tisíc párů. Velikost zimující populace je pak odhadována na 1–2 tisíce ptáků.

## Biologie a chování

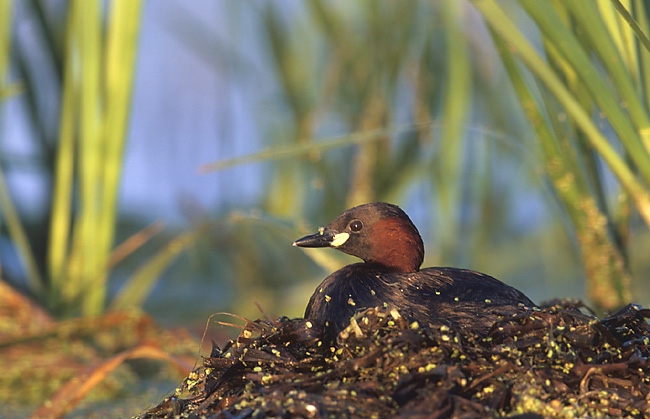
Dospělý pták na hnízdě (svatební šat)

### Biotop
Hnízdí na mělčích, hustě zarostlých vodních plochách různé, často i velmi malé rozlohy. Na zimu se stahuje na nezamrzající řeky.

### Potrava
Živí se hlavně hmyzem nebo jeho larvami, ale požírá i korýše, obojživelníky (především pulce) a malé ryby.

### Hnízdění
Hnízdí od dubna do října 2× ročně. Plovoucí hnízdo z vodních rostlin staví oba ptáci většinou dobře skryté v rákosinách v mělké vodě. V jedné snůšce bývá 4–6 (3–7) vajec o velikosti 37,1 x 25,9 mm. Jejich zbarvení je zpočátku bílé, dospělí ptáci je však vždy při opouštění hnízda zakrývají rostlinami, díky čemuž postupně hnědou. Na inkubaci trvající 20–21 dnů se podílí oba rodiče. Mláďata jsou prekociální a hnízdo opouští již krátce po vylíhnutí, často ho však později využívají k odpočinku. Někdy se také vozí na hřbetě rodičů. Plně nezávislá jsou zhruba po 6 týdnech.